# Шевченківська сільська рада (Броварський район)
Шевченківська сільська рада — орган місцевого самоврядування у Броварському районі Київської області з адміністративним центром у с. Шевченкове.

## Загальні відомості
Історична дата утворення: в 1967 році. Водоймища на території, підпорядкованій даній раді: р. Трубіж.
Загальна площа землі в адмінмежах Шевченківської сільської ради — 1838,9 га.
Адреса 07434, Київська обл., Броварський р-н, с. Шевченкове, вул. Вокзальна, 40.

## Населені пункти
Сільській раді підпорядковані населені пункти:
- с. Шевченкове

## Склад ради
Рада складається з 14 депутатів та голови.

### Керівний склад ради
| ПІБ                          | Основні відомості                                                 | Дата обрання | Дата звільнення |
| ---------------------------- | ----------------------------------------------------------------- | ------------ | --------------- |
| Дяченко Влас Миколайович     | Сільський голова, 1966 року народження, освіта, безпартійний      | 26.03.2006   | 31.10.2010      |
| Дяченко Влас Миколайович     | Сільський голова, 1966 року народження, освіта вища, безпартійний | 31.10.2010   | 25.10.2015      |
| Йовенко Володимир Михайлович | Сільський голова, 1956 року народження, освіта вища, безпартійний | 25.10.2015   |                 |

Примітка: таблиця складена за даними джерела